# Glockenspiel Bottrop

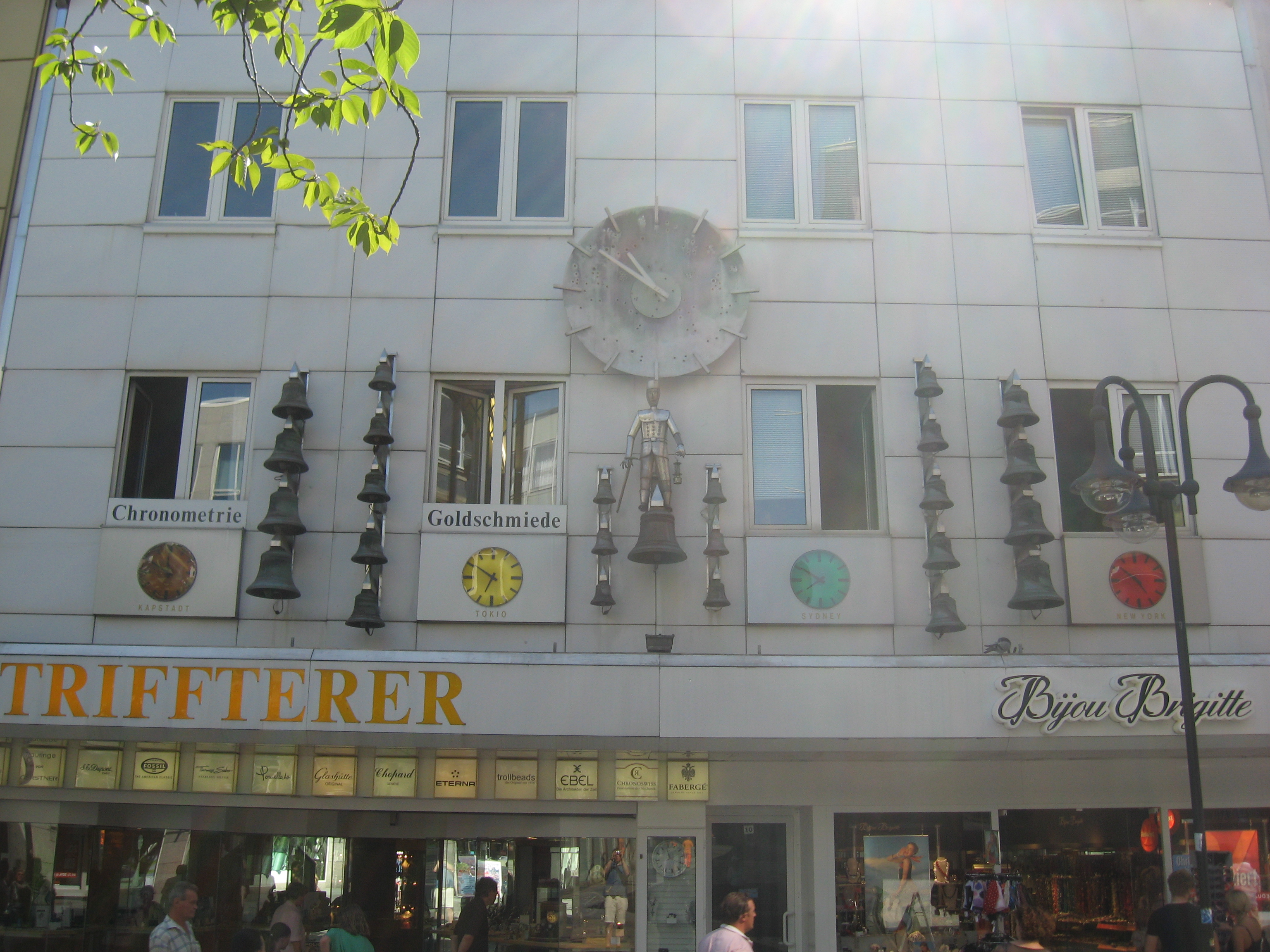
Glockenspielhaus in Bottrop

Das Bottroper Glockenspiel ist ein aus 25 Bronzeglocken bestehendes Glockenspiel an der Fassade des Hauses Hansastraße 10 in Bottrop.

## Geschichte
1957 begann der Uhrmachermeister und Goldschmied Gerd Triffterer (* 1927 in Aschendorf/Emsland, † 2009 in Bottrop) das Glockenspiel zu planen, bis es im November 1963 eingeweiht wurde.
Die 25 Bronzeglocken mit einem Gesamtgewicht von 1085 Kilogramm wurden von einer holländischen Spezialfirma gegossen.
2007 wurden das Glockenspiel und die Uhrwerke restauriert und die Stahlaufhängungen für die Glocken an der Fassade erneuert.

## Das Glockenspiel
Die Glocken werden durch elektromagnetisch betriebene Hämmer betätigt.
Die Elektromagneten werden vom Spieltisch aus über eine Kabelverbindung angesteuert.
Im Spieltisch befindet sich außerdem eine Mechanik,
über die vorher auf einen Lochstreifen eingespielte Stücke
automatisch abgespielt werden können,
im Unterschied zu einem klassischen Carillon,
das zwingend eine mechanische Verbindung mittels Zugdrähten
zwischen dem Spieltisch zu den Klöppeln und Schlaghämmern der Glocken
voraussetzt.
Für das Glockenspiel gibt es 17 Rollen mit Jahreszeitenliedern, Schützenfest- und Weihnachtsliedern bis hin zum allgemeinen Volkslied. 1982 wurde eine Bergmannsfigur als Zeichen für die Geschichte der Region auf die größte Glocke gestellt. Zudem gehören auch noch fünf Uhren zum Glockenspiel: eine Mutteruhr mit mitteleuropäischer Zeit und vier Weltzeituhren, die die Zeiten von New York City, Tokio, Sydney und Kapstadt anzeigen. Alle haben ihr eigenes Uhrwerk. Das „Uhrenensemble“ wurde 1994 durch die Errichtung der Außenstanduhr ergänzt.

## Die Glocken
Die 25 Bronzeglocken haben ein Gesamtgewicht von 1085 Kilogramm.
| Glocke | Ton   | Durchmesser in mm | Höhe in mm | Gewicht in kg |
| ------ | ----- | ----------------- | ---------- | ------------- |
| 1      | f″    | 572               | 477        | 115           |
| 2      | fis″  | 547               | 456        | 100           |
| 3      | g″    | 523               | 436        | 90            |
| 4      | gis″  | 500               | 417        | 80            |
| 5      | a″    | 477               | 400        | 70            |
| 6      | ais″  | 456               | 388        | 64            |
| 7      | h″    | 440               | 376        | 59            |
| 8      | c″′   | 425               | 364        | 54            |
| 9      | cis″′ | 410               | 352        | 49            |
| 10     | d″′   | 396               | 340        | 45            |
| 11     | dis″′ | 382               | 328        | 41            |
| 12     | e″′   | 368               | 316        | 37            |
| 13     | f″′   | 355               | 304        | 34            |
| 14     | fis″′ | 342               | 293        | 31            |
| 15     | g″′   | 329               | 282        | 28            |
| 16     | gis″′ | 317               | 272        | 26            |
| 17     | a″′   | 305               | 262        | 24            |
| 18     | ais″′ | 293               | 252        | 22            |
| 19     | h″′   | 282               | 244        | 20            |
| 20     | c″    | 271               | 236        | 18            |
| 21     | cis″  | 262               | 229        | 17            |
| 22     | d″    | 254               |            | 16            |
| 23     | dis″  | 247               |            | 16,5          |
| 24     | e″    | 240               |            | 15            |
| 25     | f″    | 235               | 206        | 14,5          |

## Spielzeiten
10:00 Uhr, 11:00 Uhr, 12:00 Uhr, 16:00 Uhr, 17:00 Uhr, 18:00 Uhr
sowie der Vollschlag, Viertelnach-, Halb- und Viertelschlag.